# بئاتریس فرانسه

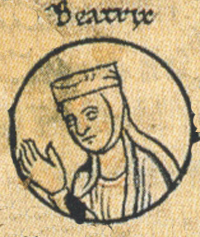
بلاتریس فرانسه، دختر هوگوی بزرگ

بلاتریس فرانسه (به انگلیسی: Beatrice of France)، دختر هوگوی بزرگ، کنت و دوک فرانسه و همسر فردریک یکم، دوک لوریان بود.